# Villa de Otura
Villa de Otura (kortform: Otura) är en ort och kommun i provinsen Granada i den autonoma regionen Andalusien i södra Spanien. Orten ligger cirka 9,5 kilometer söder om Granada. Kommunen har 7 606 invånare (2024), på en yta av 24,60 km².